# Jean Bodin
Jean Bodin (Angers, 1529 vagy 1530 – Laon, 1596) a 16. század második felének neves francia politikai, államelméleti gondolkodója.
Kortársa, Michel de Montaigne, aki a dicséretekkel meglehetősen fukarul bánik, Bodinről azt mondta: a 16. század néhány jó szerzőjének egyike. Mégis a 19. századig alig-alig adták ki műveit, sőt volt olyan, amely 1984-ig csak kéziratban létezett. Mivel Bodin az abszolutizmus ideológusa, a francia forradalmi korszakban – René Descartes és egyéb felvilágosultak hatására – Bodin gyakorlatilag elavulttá vált, és csak a 19. század végén kezdtek felfigyelni arra, hogy Bodin Montesquieu előfutárának tekinthető. Sőt abszolutistának nevezett megközelítése ellenére Bodin nem az uralkodóról, hanem az államról beszél, és a szuverénnel szemben annyi korlátot és tilalmat állít fel, hogy már XIV. Lajos alatt is jobbnak látták megfeledkezni róla, semmint elveit alkalmazni. Az 1984-ig kéziratban lévő Kollokvium viszont türelme és toleranciája révén került süllyesztőbe. A Réponse 1608 után csak 1932-ben került új kiadásra.
Bodin munkásságának megítélése ellentmondásos. A vele foglalkozók között csak abban van megegyezés, hogy a magántulajdon feltétlen híve volt, de a többi konklúzió már mindig más és más. Ennek részben éppen Az állam inkoherens, néha ellentmondásos volta az oka. A fő ellentmondás: a szuverén korlátlan (abszolút) hatalmának elve és azzal párhuzamos korlátai. Így nehéz elképzelni, mire is gondolhatott akkor, amikor a háború és béke kérdésében korlátlan úr adókivetésre vonatkozó korlátairól beszél: az abszolút szuverén rögtön belebukik minden háborúba, ha az adókivetéseit előbb meg kell szavazni. Életrajza is telve van homályos pontokkal, így például ugyan karmelita szerzetesek között nevelkedett, de nem tudni, hogy azonos-e azzal a karmelita Jean Bodinnel, akit 1547-ben megvádoltak eretnekséggel. Vagy 1552-ben Genfben letelepedett egy Jean Bodin nevű ember, aki távozott is Szervét Mihály megégetése után (1553), de ez sem bizonyos, hogy azonos vele. Az előzőről gyanítható, hogy nem azonosak, mivel az 1550-es években a toulouse-i egyetemen tanított Angers érsekének pártfogásával.
1561-től a párizsi Parlament ügyvédje. Ez a vallásháborúk kora, amely időszakban a legfontosabb művei születtek. Első kettője még a Szent Bertalan éj előtti. Ezt a kettőt (Methodus, Réponse) 1576-ban követi Az állam.
1596-ban pestisjárvány áldozata lett.

## Művei

### Methodus, 1566
Teljes címén Methodus ad facilem historiarum cognitionem. Bodin e művében a történetírás történetével foglalkozik. A görög történetírástól saját koráig tekinti át a történészek módszereit, érdeklődési körüket. Megelőzte Voltaire-t abban, hogy a katonai és politikai történelem kronológiáján felül a civilizáció fejlődésének történetét kívánta vizsgálni. Meg is jegyzi: a görög történetírók sajnos csak politikai és katonai eseményekre fordítottak figyelmet. A történelem az események valósághű elbeszélése, és három típusa van: emberi, természeti és isteni. A történész számára hármas vizsgálati kritériumot állít fel: a történések okainak vizsgálata, a politikai vezetők ürügyei és indoklásai, valamint az események valódi kezdetének keresése. Machiavellivel megegyezően vallja, hogy az igazán jó történész a politikus. Bodin Hérodotoszt nemcsak a történetírás, hanem a hazugság atyjának is nevezi és dicséri Niccolò Machiavellit. Mindkét utóbbi elvét a későbbiekben éppen ellenkezőleg fejti ki: Hérodotoszt a Kollokviumban megbízhatónak tartja és Machiavellit teljesen elveti.

### Réponse, 1568
Teljes címe: La Réponse de Jean Bodin aux paradoxes de M. de Malestroict. Vagyis lényegében vita Malestroict inflációról szóló értekezésével. A Réponse már politikai aktualitáshoz kötődik. Átmenet a Methodus optimizmusából Az állam tisztán politikus nézőpontja felé. Az infláció okát helyesen a sok pénz jelenlétében látja, ugyanakkor igyekszik feltárni, hogy miért is van sok pénz Franciaországban. És megtalálja a valódi okot, a spanyol és portugál arany szétáramlását. A teljes Réponse egy konkrét világgazdasági probléma átfogó vizsgálata.

### Az állam, 1576
Eredeti címe: Les six livres de la republique, azaz Hat könyv a köztársaságról. Hat nagyobb szakaszban foglalja össze államelméleti, az állam szervezetéről és működéséről, a hatalomról vallott nézeteit. Az állam az egyik legfontosabb munkája, amelyben az őt támadó Hotman féle Francogallica tételeire viszontválaszol, valamint a Szent Bertalan éj eseményeire reagál.
Az állam közvetlen előzménye a Szent Bertalan éj (1572. augusztus 23.) és Hotman Francogallica című könyve, amelyben meghirdeti a zsarnoksággal szembeni ellenállási jogot. Az állam válasz a Szent Bertalan éjre, és az általános vélekedés szerint Az állam nem más, mint Anti-francogallica. A Francogallica ugyanis Bodin Methodusának tételeit boncolgatja és állítja azok ellenkezőjét (bár nem közvetlenül Bodinnel vitatkozva). Hotman protestáns, Bodin katolikus. A vita tárgya: választott királyság az öröklött királysággal szemben (electio contra denominatio és successio), a vegyes államforma és a szuverenitás kérdésköre. Az ellenállás jogának kérdésköre a Szent Bertalan éj miatt kapott különös aktualitást, úgymint a bosszúállás jogának léte vagy nemléte. Bodin elveti ugyan a zsarnokságot (még Caesarral szemben is állást foglalt), sőt Machiavellit kifejezetten elítéli, mégsem fogadja el az ellenállási jogot és a bosszút.
Az állam első mondata: „Az állam több családnak és az ő közös ügyeiknek jogszerű kormányzata szuverén hatalommal.” Ez egy definíció, és Az állam hat fő szakaszának (hat könyvének) mindegyike ezt a definíciót járja körül és értelmezi különböző szempontokból.
- Első könyv: az állam irányítása, kapcsolata a családdal és a szuverenitás feltételei.
- Második könyv: az államformák összehasonlítása és egyenkénti bemutatása.
- Harmadik könyv: tisztségek, tisztségviselők és testületek.
- Negyedik könyv: az államok kialakulása, törvényeinek változása, uralkodói bíráskodás.
- Ötödik könyv: az emberek és az államforma kapcsolata, az állam változásának kivédése, jutalmazás, büntetés, háborúk, szerződések.
- Hatodik könyv: adók, vagyonösszeírások, pénzügyek. Állásfoglalás a denominatio és a successio mellett, igazságszolgáltatás.

Bodin kérdései: mi az az állam? hogyan működik? hogyan fejlődik és alakul? milyen a szervezete? A hagyományos kérdésfelvetés ez lenne: ki az uralkodó? miben áll a hatalma? Ilyen volt Machiavelli is, aki kizárólag a szuverén szemszögéből nézi a kormányzatot. Bodin eszményképe a köztársaság-kori római család és a pater familiaris, amelyből mindent levezet. A szuverenitás ismertetőjegyei nála a jutalmazás, megkegyelmezés, hadüzenet, békekötés és törvényhozás joga. Az utóbbi azért fontos kérdéskör, mert ez időben a Parlament már igényt tart arra, hogy törvényeket hozzon. Bodin szerint a Parlament nem törvényhozó szerv.
Ugyanakkor állítja, hogy a szuverén nem szegheti meg az isteni- és természeti törvényeket. Nem változtathat alaptörvényeken, és tiszteletben kell tartania a magántulajdont. Alaptörvényeken a száli törvény örökösödési előírásait és az állam javadalmainak elidegeníthetetlenségét érti, és ebben benne van, hogy a francia király nem korlátlan ura a Francia Királyság kincstárának. Az adókivetéssel szemben a magántulajdon védelme nevében lép fel.
Ez a gondolat a korban meglehetősen egyedülálló. A politikai gondolkodók azt vallották, hogy a király korlátlan ura mindenki más magántulajdonának és az állami bevételeknek is. Majd csak Locke és Voltaire lesz hozzá hasonló e tekintetben.

### Démonomanie, 1580
Eredeti címe: De la demonomanie des sorciers (A varázslók démonimádata). A kiadást megelőzően Bodin máglyára küldött egy boszorkányt, a könyv részben ennek az indoklása, valamint démonárium is egyben. A könyv 1604-ig tíz kiadást ért meg. A könyv mondandója röviden annyi, hogy mivel a boszorkányokra vonatkozó pletykák majdnem mindig igazak, az egyszerű gyanú elegendő a kínvallatás elrendelésére.

### Kollokvium, 1590 körül (életében kiadatlan)
Eredeti címe: Colloquium heptaplomeres de rerum sublimum arcanis abditis, és általános vélemény szerint nem kiadásra szánta. Ezt a művet a tolerancia nagy alkotásaként tartják számon, amelyben összehasonlító valláskutatást végez. Természetesen katolikus voltát és katolikus nézeteit nem tagadja meg benne, de korábbi merev álláspontjai változnak. Ebben a művében már „csak” az ateizmust és a boszorkányságot tartja megbocsáthatatlan bűnnek.
- Universae naturae theatrum, 1596